# Acracantha
Acracantha je rod pravih dugonožnih muva.

## Distribucija
Australia.

## Vrste
- A. inornata Skuse, 1890
- A. monticola Skuse, 1890
- A. sydneyensis Skuse, 1890

## Literatura
- „Catalogue of the Craneflies of the World (Diptera, Tipuloidea: Pediciidae, Limoniidae, Cylindrotomidae, Tipulidae)”. Naturalis Biodiversity Center.